# Dear Evan Hansen
Dear Evan Hansen è un musical con musiche e parole di Benj Pasek e Justin Paul e libretto di Steven Levenson. Il musical, debuttato a Washington nel 2015 e a Broadway nel dicembre 2016, racconta di Evan Hansen, un liceale che soffre di fobia sociale, che si ritrova immischiato nel suicidio di un compagno di scuola: per riavvicinare la famiglia del defunto, da sempre ritenuto un pessimo ragazzo, fingerà di essere stato un suo grande amico, conquistando la ragazza dei suoi sogni e lanciando un forte messaggio sulla depressione adolescenziale. Nel 2017 Dear Evan Hansen ha vinto il Tony Award al miglior musical.
Nel 2021 Stephen Chbosky ha diretto un adattamento cinematografico del musical intitolato Caro Evan Hansen.

## Trama

### Primo atto
Evan Hansen è un adolescente che soffre di fobia sociale e vive con la madre Heidi, un'operatrice socio-sanitaria che frequenta corsi serali per diventare paralegale. Seguendo il consiglio del suo terapista, Evan si scrive una lettera di incoraggiamento per il primo giorno dell'ultimo anno di superiori; Heidi gli suggerisce che un modo carino per farsi amici sarebbe chiedere alla gente di firmargli il gesso del braccio, rottosi in seguito ad una caduta da un albero durante l'estate. Evan sembra riluttante e la madre si sente frustrata dalla sua incapacità di comunicare con il figlio, data anche la sua frequente assenza in casa. Dall'altra parte della città anche i benestanti Murphy stanno facendo colazione: Cynthia è furiosa con il figlio Connor che ha fumato erba prima di andare a scuola, e non riesce a capacitarsi del fatto che neanche il resto della famiglia, composto dal marito Larry e dalla figlia Zoe, vada molto d'accordo (Anybody Have A Map?).
Arrivato a scuola, Evan incontra i compagni Alana e Jared, ciò che ha di più simile a degli amici, ma nessuno dei due gli firma il gesso. Ha anche un brutto incontro con Connor che lo spintona, tanto da indurre la sorella Zoe, di cui Evan è segretamente innamorato, a scusarsi per il comportamento del fratello. Evan si chiede se il resto della sua vita passerà così, senza riuscire a comunicare davvero con gli altri (Waving Through A Window). Rimasto da solo nel laboratorio d'informatica, Evan si scrive la lettera partendo con le parole "Caro Evan Hansen..."; in essa afferma di aver già rinunciato alla speranza che l'anno scolastico possa essere migliore, esprime la sua solitudine e confessa il suo amore per Zoe. Anche Connor era presente nella stanza e prova ad essere più gentile con Evan arrivando a firmargli il gesso ma, una volta trovata la lettera di Evan nella stampante e leggendo su di essa il nome della sorella, gliela sottrae infuriato.
Dopo qualche giorno, Evan viene convocato in presidenza dove incontra i genitori di Connor: scopre che il ragazzo si è suicidato e che la lettera che Evan si era scritto per se stesso è stata scambiata dai genitori per una lettera d'addio che Connor gli aveva scritto. I genitori di Connor gli chiedono se fosse un suo amico ed Evan, in quel momento mortificato per la disperazione della madre del ragazzo e messo con le spalle al muro per l'evidente firma di Connor sul suo gesso, risponde di sì. In seguito racconta tutto a Jared che gli suggerisce di evitare di aggiungere altre menzogne ma il ragazzo, quando viene invitato a cena dai Murphy, prova ad alleviare il dolore di Cynthia raccontandole di quanto lui e Connor fossero uniti, in particolare durante una scampagnata in un frutteto abbandonato, luogo d'infanzia di Connor, dove appunto si ruppe il braccio (For Forever). In seguito, con l'aiuto di Jared, Evan scrive un'intera corrispondenza di email fittizia tra lui e Connor a sostegno delle sue bugie (Sincerely, Me).
Heidi, ignara dei contemporanei avvenimenti, è preoccupata per Evan e, dopo aver sentito del suicidio di Connor, chiede al figlio se lo conoscesse: Evan nega, affermando che la firma sul gesso sia di un omonimo. Invece si avvicina sempre di più alla famiglia Murphy mostrando la corrispondenza tra lui e Connor a Cynthia, rendendo la donna felice di sapere che il figlio avesse avuto almeno un amico. Zoe, intanto, si rifiuta di provare dolore per la scomparsa del fratello, sostenendo che Connor fosse solo un egoista e che l'avesse sempre trattata male in vita (Requiem). Evan prova a confortare Zoe facendole tutti i complimenti pensati da lui ma spacciati per parole di Connor; sopraffatto dall'emozione, Evan la bacia, ma Zoe lo caccia di casa (If I Could Tell Her).
Passa del tempo ed Evan si accorge che la gente a scuola si sta dimenticando di Connor. Per evitare che altri ragazzi soli e depressi come lui possano ricorrere al suicidio, Evan fonda con Alana e Jared il "Connor Project", un progetto sostenuto dai Murphy per mantenere in vita il ricordo di Connor e prevenire il suicidio di altri adolescenti instabili (Disappear). All'inaugurazione del progetto, Evan è costretto a fare un discorso in pubblico a cui tuttavia riesce a dare una commovente e importante riflessione sulla solitudine; il video del suo discorso viene postato in rete e diventa virale. Colpita dall'impatto sociale che Evan ha avuto, riabilitando allo stesso tempo la memoria del fratello e riportando l'armonia nella sua famiglia, Zoe bacia il ragazzo (You Will Be Found).

### Secondo atto
Evan ed Alana organizzano una campagna per raccogliere cinquantamila dollari da destinare alla restaurazione del frutteto abbandonato. Tuttavia, preso dall'affezione che gli dedicano i Murphy e dalla sua relazione con Zoe, Evan finisce per trascurare la madre, Jared e il "Connor Project" ((Sincerely, Me (Reprise)). Intanto, a casa dei Murphy, Evan e Larry saldano ulteriormente il loro rapporto, e il ragazzo confida all'uomo che suo padre ha abbandonato lui e la madre molti anni prima (To Break in a Glove). Rivela a Zoe di avere delle difficoltà economiche riguardanti la retta del futuro college e, quando ricomincia a parlare di Connor, la ragazza lo interrompe: non vuole che la loro relazione sia incentrata sul fratello e non vuole più nasconderla (Only Us).
A scuola, Jared accusa Evan di aver approfittato della morte di Connor per farsi nuovi amici, diventare popolare e conquistare la ragazza dei suoi sogni; Evan ribatte dicendo che anche lui ora lo frequenta esclusivamente poiché è diventato popolare. Quel pomeriggio Evan torna dai Murphy e scopre che la famiglia ha invitato Heidi per cena: la donna è sorpresa, dato che appunto non sapeva che Evan e Connor fossero amici o che Evan frequentasse così assiduamente tale famiglia. I Murphy, che erano venuti a conoscenza delle loro difficoltà economiche, propongono ad Heidi di dare a Evan i soldi che avevano destinato all'istruzione di Connor; la donna rifiuta sentendosi umiliata. Tornati a casa, Evan e Heidi litigano furiosamente: la madre gli fa notare che i Murphy non sono la sua famiglia ma Evan risponde che almeno loro sono sempre presenti al contrario della madre, e che non lo hanno mai considerato "malato" tanto da necessitare di terapista e pillole. Da qui in poi tutto degenera per Evan: Alana ha notato delle incongruenze nella corrispondenza tra Connor ed Evan e comincia a subodorare l'imbroglio; Evan chiede aiuto a Jared, ma il ragazzo ormai si rifiuta (Good For You). Evan si trova stretto da tutte le bugie e vorrebbe confessare tutto; invece si rende conto che non è nemmeno capace di essere sincero con se stesso, soprattutto riguardo all'incidente in cui si era rotto il braccio: in realtà si era buttato volontariamente da un albero, sperando di morire nella caduta.
Evan fa un estremo tentativo per salvare la veridicità della sua storia e decide di mandare ad Alana la "lettera d'addio" di Connor, ma la ragazza la pubblica su internet senza il suo permesso. Ancora una volta diventa virale, ma suscita commenti negativi contro i Murphy. Zoe, Larry e Cynthia si ritrovano a litigare furiosamente sui motivi per cui Connor si fosse suicidato incolpandosi a vicenda ed Evan, in lacrime, confessa loro di essersi inventato tutto, poiché morbosamente legatosi all'idea che i Murphy rappresentassero la famiglia perfetta che non aveva mai avuto (Words Fail). Evan torna a casa e trova Heidi ad aspettarlo: la madre ha letto la lettera d'addio di Connor e ha capito che era quella che Evan aveva scritto per il suo terapista. La donna si scusa per non aver capito quanto il figlio si sentisse terribilmente solo e il ragazzo decide di confessarle la terribile verità del suo tentativo di suicidio. Heidi lo consola e gli racconta che, dopo che il marito l'aveva lasciata, anche lei si era sentita minuscola e perduta, ma che poi si era resa conto di non essere sola: aveva Evan (So Big/So Small).
È passato un anno ed Evan lavora per potersi permettere di andare al college il semestre successivo. Chiede a Zoe, che non ha più sentito dalla sera della sua confessione, di incontrarsi e la ragazza accetta, a patto che ciò avvenga nel frutteto in memoria di Connor che infine era stato riaperto con successo. Evan si scusa nuovamente per aver fatto soffrire la sua famiglia e le chiede il motivo per cui non avesse mai smentito pubblicamente le sue menzogne. Zoe riconosce che quell'episodio ha sia riavvicinato la sua famiglia, sia contribuito a risollevare la vita di molte altre persone. Salutatisi, Evan si scrive un'ultima lettera in cui afferma che l'unico modo per avere una vita felice sia quello di essere sempre se stessi e che ci sarà sempre qualcuno al nostro fianco nei momenti più bui (Finale).

## Numeri musicali
Primo atto
- Anybody Have a Map? – Heidi, Cynthia
- Waving Through a Window – Evan
- For Forever – Evan
- Sincerely, Me – Connor, Evan, Jared
- Requiem – Zoe, Cynthia, Larry
- If I Could Tell Her – Evan, Zoe
- Disappear – Connor, Evan, Alana, Jared, Larry, Cynthia, Zoe
- You Will Be Found – Cast

Secondo atto
- Sincerely, Me (Reprise)* – Connor, Jared
- To Break In A Glove – Larry, Evan
- Only Us – Zoe, Evan
- Good For You – Heidi, Alana, Jared, Evan, Connor
- You Will Be Found (Reprise)* – Cast
- Words Fail – Evan
- So Big/So Small – Heidi
- Finale (For Forever (Reprise)) – Cast

*Non incluso nell'Original Broadway Cast Recording

## Produzioni

### Washington, 2015

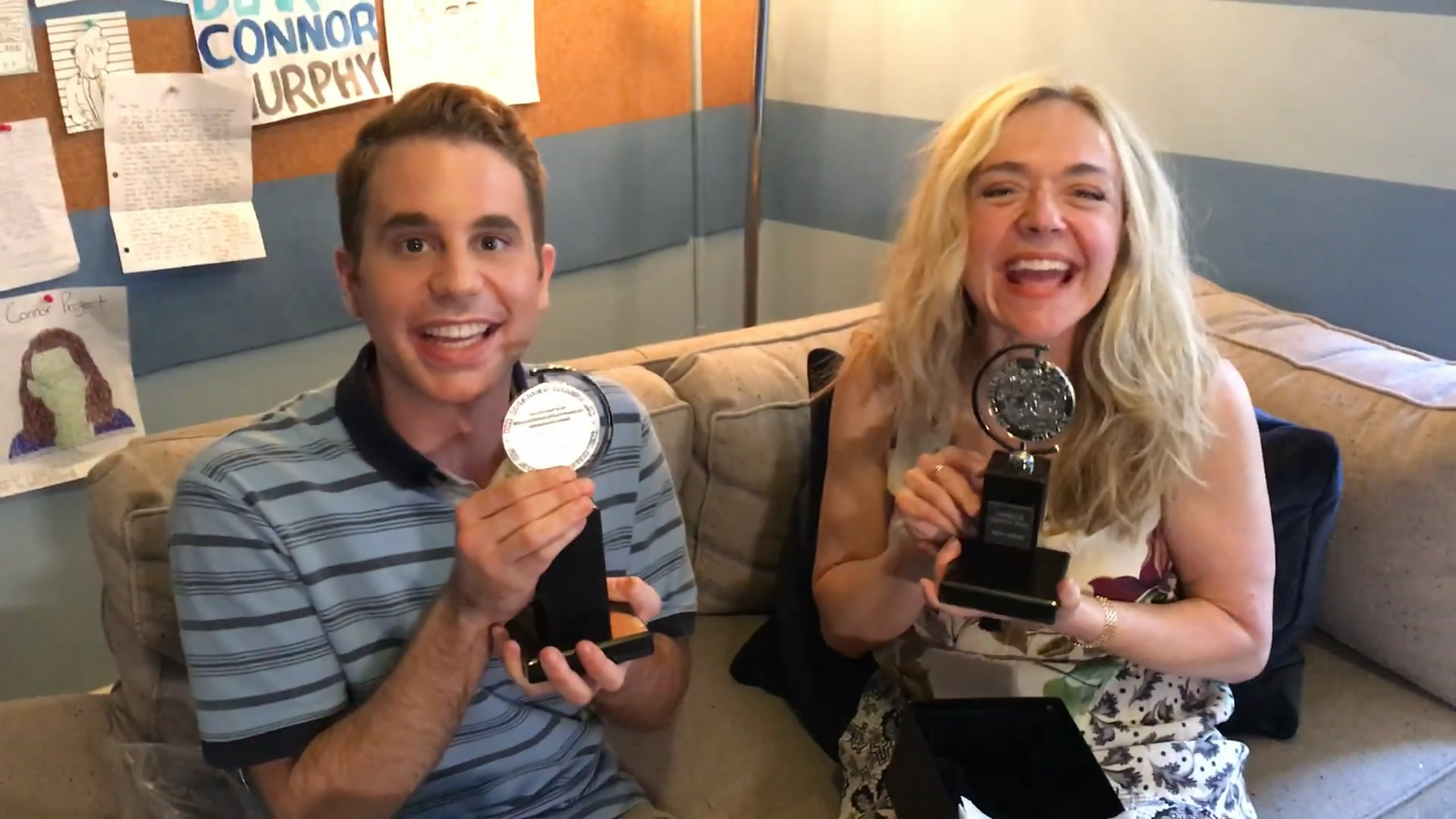
Ben Platt e Rachel Bay Jones con i Tony Award vinti per le rispettive interpretazioni a Broadway

Dear Evan Hansen debuttò all'Arena Stage di Washington il 10 luglio 2015 e rimase in scena fino al 23 agosto. La produzione del debutto era diretta da Michael Greif, orchestrata da Alex Lacamoire e si avvaleva delle scenografie di David Korins e delle prioiezioni di Peter Nigrini. Il cast era composto da: Ben Platt (Evan), Rachel Bay Jones (Heidi), Jennifer Laura Thompson (Cynthia), Michael Park (Larry), Mike Faist (Connor), Laura Dreyfuss (Zoe), Alexis Molnar (Alana) e Will Roland (Jared).

### Off-Broadway, 2016
Dear Evan Hansen è andato in scena al Second Stage Theatre nell'Off-Broadway dal 26 marzo al 29 maggio 2016, con la prima ufficiale fissata per il 1º maggio. Il cast rimase pressoché invariato dalla produzione di Washington, con l'eccezioni di John Dossett che aveva sostituito Michael Park nel ruolo di Larry e Kristolyn Lloyd che aveva sostituito Alexis Molnar nel ruolo di Alana. Il musical ha ricevuto recensioni molto positive e sono state particolarmente lodate le performance di Ben Platt e Rachel Bay Jones.

### Broadway, 2016-2022
Dear Evan Hansen ha debuttato al Music Box Theatre di Broadway il 4 dicembre 2016, dopo un periodo di anteprime cominciate il 14 novembre. Il cast è rimasto invariato dalla produzione dell'Off-Broadway, con l'eccezione di Michael Park che è tornato a recitare nei panni di Larry Murphy. Il musical è risultato un grande successo, rimanendo in cartellone per oltre mille rappresentazioni e vincendo sei Tony Award, tra cui miglior musical. È rimasto in cartellone  al Music Box Theatre fino al 18 settembre 2022.

### Londra, 2019-2022
Il musical ha fatto il suo debutto londinese il 29 ottobre 2019, in scena al Noël Coward Theatre con la regia di Michael Greif. Facevano parte del cast: Sam Tutty (Evan), Rebecca McKinnis (Heidi), Lucy Anderson (Lucy), Lauren Ward (Cynthia), Rupert Young (Larry), Doug Colling (Connor), Nicole Raquel Dennis (Alana) e Jack Loxton (Jared). Il musical ha terminato le repliche a Londra nell'ottobre 2022.

## Adattamenti

### Novellizzazione
Una novellizzazione del musical è stata realizzata da Val Emmich, in collaborazione con gli autori del musical, e pubblicata nell'ottobre del 2018. La prima edizione italiana, intitolata Caro Evan Hansen, è stata pubblicata da Sperling & Kupfer nell'aprile del 2019.

### Cinema
Stephen Chbosky ha diretto l'adattamento cinematografico del musical distribuito dall'Universal Pictures a partire dal settembre del 2021. Per l'occasione, Platt è tornato ad interpretare Evan, mentre il resto del cast comprende anche Julianne Moore ed Amy Adams.

## Riconoscimenti

### Washington, 2015
| Anno | Premio             | Categoria                                      | Candidato                    | Risultato       |
| ---- | ------------------ | ---------------------------------------------- | ---------------------------- | --------------- |
| 2016 | Premio Helen Hayes | Miglior musical                                | Miglior musical              | Vincitore/trice |
| 2016 | Premio Helen Hayes | Miglior regia di un musical                    | Michael Greif                | Vincitore/trice |
| 2016 | Premio Helen Hayes | Miglior attrice non protagonista in un musical | Laura Dreyfuss               | Candidato/a     |
| 2016 | Premio Helen Hayes | Miglior attrice non protagonista in un musical | Jennifer Laura Thompson      | Candidato/a     |
| 2016 | Premio Helen Hayes | Miglior cast                                   | Miglior cast                 | Vincitore/trice |
| 2016 | Premio Helen Hayes | Miglior disegno luci                           | Japhy Weideman               | Candidato/a     |
| 2016 | Premio Helen Hayes | Miglior direttore d'orchestra                  | Ben Cohn                     | Candidato/a     |
| 2016 | Premio Helen Hayes | Miglior scenografia                            | David Kornis e Peter Nigrini | Candidato/a     |

### Off-Broadway, 2016
| Anno | Premio                                                       | Categoria                                                    | Candidato                                | Risultato       |
| ---- | ------------------------------------------------------------ | ------------------------------------------------------------ | ---------------------------------------- | --------------- |
| 2016 | Charles MacArthur Award al miglior nuovo dramma o spettacolo | Charles MacArthur Award al miglior nuovo dramma o spettacolo | Steven Levenson, Benj Pasek, Justin Paul | Candidato/a     |
| 2016 | Outer Critics Circle Awards                                  | Miglior musical dell'Off Broadway                            | Miglior musical dell'Off Broadway        | Vincitore/trice |
| 2016 | Outer Critics Circle Awards                                  | Miglior colonna sonora                                       | Benj Pasek, Justin Paul                  | Candidato/a     |
| 2016 | Outer Critics Circle Awards                                  | Miglior libretto di un musical                               | Steven Levenson                          | Vincitore/trice |
| 2016 | Outer Critics Circle Awards                                  | Miglior regia di un musical                                  | Michael Greif                            | Candidato/a     |
| 2016 | Outer Critics Circle Awards                                  | Miglior attore in un musical                                 | Ben Platt                                | Candidato/a     |
| 2016 | Outer Critics Circle Awards                                  | Migliori proiezioni                                          | Peter Nigrini                            | Candidato/a     |
| 2016 | Off Broadway Alliance Awards                                 | Miglior musical                                              | Miglior musical                          | Candidato/a     |
| 2016 | Drama League Awards                                          | Miglior musical dell'Off Broadway                            | Miglior musical dell'Off Broadway        | Candidato/a     |
| 2016 | Drama League Awards                                          | Miglior attore                                               | Ben Platt                                | Candidato/a     |
| 2016 | Drama Desk Awards                                            | Migliori versi                                               | Benj Pasek e Justin Paul                 | Vincitore/trice |
| 2016 | Drama Desk Awards                                            | Miglior attrice non protagonista in un musical               | Rachel Bay Jones                         | Candidato/a     |
| 2016 | Drama Desk Awards                                            | Migliori proiezioni                                          | Peter Nigrini                            | Candidato/a     |
| 2016 | Obie Award                                                   | Miglior musical                                              | Steven Levenson, Benj Pasek, Justin Paul | Vincitore/trice |
| 2016 | Obie Award                                                   | Miglior attore protagonista in un musical                    | Ben Platt                                | Vincitore/trice |

### Broadway, 2016
| Anno | Premio             | Categoria                                               | Candidato                   | Risultato       |
| ---- | ------------------ | ------------------------------------------------------- | --------------------------- | --------------- |
| 2017 | Drama League Award | Miglior musical                                         | Miglior musical             | Vincitore/trice |
| 2017 | Drama League Award | Miglior performance                                     | Ben Platt                   | Vincitore/trice |
| 2017 | Drama League Award | Miglior performance                                     | Rachel Bay Jones            | Candidato/a     |
| 2017 | Tony Awards        | Miglior musical                                         | Miglior musical             | Vincitore/trice |
| 2017 | Tony Awards        | Miglior libretto di un musical                          | Steven Levenson             | Vincitore/trice |
| 2017 | Tony Awards        | Migliore colonna sonora                                 | Benj Pasek, Justin Paul     | Vincitore/trice |
| 2017 | Tony Awards        | Miglior attore protagonista in un musical               | Ben Platt                   | Vincitore/trice |
| 2017 | Tony Awards        | Miglior attore non protagonista in un musical           | Mike Faist                  | Candidato/a     |
| 2017 | Tony Awards        | Miglior attrice non protagonista in un musical          | Rachel Bay Jones            | Vincitore/trice |
| 2017 | Tony Awards        | Migliori luci                                           | Japhy Weideman              | Candidato/a     |
| 2017 | Tony Awards        | Miglior regia di un musical                             | Michael Greif               | Candidato/a     |
| 2017 | Tony Awards        | Miglior orchestrazione                                  | Alex Lacamoire              | Vincitore/trice |
| 2018 | Grammy Award       | Miglior album di un musical teatrale                    | Il cast di Dear Evan Hensen | Vincitore/trice |
| 2018 | Daytime Emmy Award | Miglior performance musicale in un programma televisivo | Il cast di Dear Evan Hensen | Vincitore/trice |

### Londra, 2019
| Anno | Premio                 | Categoria                                       | Candidato                                | Risultato       |
| ---- | ---------------------- | ----------------------------------------------- | ---------------------------------------- | --------------- |
| 2020 | Laurence Olivier Award | Miglior musical                                 | Miglior musical                          | Vincitore/trice |
| 2020 | Laurence Olivier Award | Miglior attore in un musical                    | Sam Tutty                                | Vincitore/trice |
| 2020 | Laurence Olivier Award | Miglior attore non protagonista in un musical   | Jack Loxton                              | Candidato/a     |
| 2020 | Laurence Olivier Award | Miglior attore non protagonista in un musical   | Rupert Young                             | Candidato/a     |
| 2020 | Laurence Olivier Award | Migliore attrice non protagonista in un musical | Lucy Anderson                            | Candidato/a     |
| 2020 | Laurence Olivier Award | Migliore attrice non protagonista in un musical | Lauren Ward                              | Candidato/a     |
| 2020 | Laurence Olivier Award | Migliore colonna sonora o orchestrazioni        | Benj Pasek, Justin Paul e Alex Lacamoire | Vincitore/trice |